# Prien (vlčí smečka)
Prien byl název pro vlčí smečku sedmi německých ponorek operujících ve skupině od 12. června do 17. června 1940 v Atlantském oceánu během druhé světové války. Skupina byla pojmenována po námořním kapitánovi Güntheru Prienovi, veliteli U 47.

## Oblast operace
Skupina ponorek byla určena k útoku na konvoj HX-47 - na cestě z Halifaxu do Liverpoolu. Mezi 12. a 17. červnem ponorky se stahovaly ze severního Skotska do oblastí jihozápadně od pobřeží Velké Británie (Southwest Approaches). Dne 14. června ponorky U 38 a U 47 navázaly kontakt s konvojem HX-47 jižně od Irska v Atlantiku. Útočily samostatně a potopily tři lodě konvoje a další samostatně plující lodě. Dne 13. června U 25 našla a potopila pomocný křižník Scotstoun v severozápadní oblasti, západně od Skye. Celkem bylo potopeno pět lodí o celkové tonáži 40 494 BRT. Do 17. června byly všechny ponorky západně od Biskajského zálivu.
Vzhledem k tomu, že kontakt s HX-47 navázaly pouze dvě ponorky a k útoku nevytvořily smečku, je termín vlčí smečka nesprávný (a většina spolehlivých zdrojů ho vůbec nepoužívá). 
| Datum           | ponorka | Jméno potopené lodi | BRT    | Příslušnost | Konvoj |
| 13. červen 1940 | U 25    | HMS Scotstoun       | 17,046 | Royal Navy  |        |
| 14. červen 1940 | U 47    | Balmoralwood        | 5,834  | VB          | HX -47 |
| 14. červen 1940 | U 38    | Mount Myrto         | 5,403  | Řecko       |        |
| 15. červen 1940 | U 38    | Erik Boye           | 2,238  | Kanada      | HX-47  |
| 15. červen 1940 | U 38    | Italia              | 9,973  | Norsko      | HX-47  |

### Seznam ponorek
Do prostoru útoku na konvoj HX-47 pluly tyto ponorky:
| Ponorky | Velitel           | Od              | Do              |
| U 25    | Heinz Beduhn      | 12. červen 1940 | 17. červen 1940 |
| U 28    | Günter Kuhnke     | 12. červen 1940 | 17. červen 1940 |
| U 30    | Fritz-Julius Lemp | 15. červen 1940 | 17. červen 1940 |
| U 32    | Hans Jenisch      | 12. červen 1940 | 17. červen 1940 |
| U 38    | Heinrich Liebe    | 12. červen 1940 | 17. červen 1940 |
| U 47    | Günther Prien     | 12. červen 1940 | 17. červen 1940 |
| U 51    | Dietrich Knorr    | 12. červen 1940 | 17. červen 1940 |